# Zack Baun
(en) Statistiques sur pro-football-reference
Zack Baun (né le 30 décembre 1996 à West Bend dans l'État du Wisconsin aux États-Unis) est un sportif professionnel américain de football américain jouant au poste de linebacker dans la National Football League (NFL) depuis la saison 2020.
Au niveau universitaire, il a joué pendant cinq saisons (2015-2019) pour les Badgers représentants l'université du Wisconsin à Madison au sein de la NCAA Division I FBS.
Baun est ensuite sélectionné lors du 3e tour de la draft 2020 de la NFL par la franchise des Saints de La Nouvelle-Orléans (2020-2023).
Il rejoint dès 2024 les Eagles de Philadelphie où il obtient en fin de saison, une sélection pour le Pro Bowl Games 2025 et dans l'équipe All-Pro. Il remporte ensuite le Super Bowl LIX joué contre les Chiefs de Kansas City.

## Biographie

### Jeunesse
Baun étudie au lycée Brown Deer de West Bend dans le Wisconsin. Sa famille démange ensuite à  Brown Deer dans le même État où il pratique plusieurs sports. Il y détient plusieurs records pour son lycée en athlétisme, se qualifiant en 2013 pour les finales d'État en division II pour le 100 et le 200 mètres. En basket-ball, il devient l'un des espoirs le plus en vue de l'État participant au championnat de division II de son État. En football américain, il change de position passant du poste de wide receiver à West Bend aux postes de quarterback et de linebacker à Brown Deer. Au terme de son année senior, il est désigné meilleur joueur offensif de l'État par le Wisconsin Football Coaches Association (WFCA) et  reçoit le trophée Dave Krieg de son État en tant que meilleur quarterback de son année après avoir gagné 1936 yards et inscrit 20 touchdowns à la passe ainsi que 1837 yards et 39 touchdowns à la course.

### Carrière universitaire
Baun reçoit des offres de Wisconsin et de South Dakota State. Il décide de rejoindre les Badgers et s'y engage le 15 juin 2015, quelques mois après y avoir effectué une visite officielle. Il opte pour le statut de redshirt freshman à la suite d'une blessure au pied gauche encourue au cours de sa première saison. Il avait néanmoins participé à 12 matchs réussissant 15 plaquages (dont 3 ½ pour perte) et un fumble forcé. Baun manque l'entièreté de sa deuxième saison à la suite d'une nouvelle blessure à son pied gauche encourue pendant les camps d'été. Baun est désigné titulaire au poste d'outside linebacker lors de son année junior qu'il termine meilleur troisième plaqueur de son équipe avec 63 plaquages (dont 7 ½ pour perte), 2 ½ sacks, 3 passes déviées, une interception et un fumble recouvert,.
Pour sa dernière saison (senior), Baun est considéré comme un potentiel vainqueur du Dick Butkus Award et il est désigné capitaine d'équipe,. À la mi-saison, il est désigné joueur All-American par l'Associated Press et le Sporting News, leader de son équipe avec 6 sacks, 10 ½ plaquages pour perte et 2 fumbles forcé après seulement six matchs de saison régulière,. Baun termine celle-ci avec un total de 76 plaquages dont 19 ½ pour perte et 12 ½ sacks. Il est sélectionné dans la première équipe de la conférence Big Ten et celle du  pays par la Football Writers' Association of America (en) et la Walter Camp Football Foundation (en).

### Carrière professionnelle

#### Draft
Durant la draft de 2020, les Saints de La Nouvelle-Orléans font un échange pour acquérir le choix nécessaire pour sélectionner Baun lors du 74e choix au troisième tour,.

#### Saints de La Nouvelle-Orléans
Baun fait ses débuts en NFL le 21 septembre 2020 à l'occasion du match de Monday Night Football joué contre les Raiders de Las Vegas Raiders en tant ue joueur des unités spéciales (en). Principalement cantonné dans un rôle au sein des unités spéciales, Baun n'arrive pas à obtenir une place de titulaire. Le 17 décembre 2022, Baun est placé définitivement sur la liste des blessés à la suite d'une blessure au mollet encourue en 9e semaine contre les Ravens de Baltimore.
Après quatre saison, l'équipe signe Willie Gay et Baun devient agent libre.

#### Eagles de Philadelphie
Baun est de suite signé pour une saison par les Eagles de Philadelphie.
Lors du premier match de la saison 2024 gagné 34 à 29 contre les Packers à São Paulo (Brésil), il réussit un total de 15 plaquages et 2 sacks,.
Avec les Eagles, Baun voit son temps de jeu augmenter significativement, bien inséré au sein de la défense sous les ordres de Vic Fangio où il joue un rôle similaire à celui qu'Andrew Van Ginkel occupait pour Fangio l'année précédente. Il est désigné meilleur joueur défensif de la NFC en 10e semaine après son match contre les Cowboys (victoire 34 à 6) au cours duquel il force 2 fumbles et en recouvre un. Baun devient rapidement l'un de meilleurs joueur de la ligue, recevant une note de 90,4 par Pro Football Focus soit la deuxième meilleure note pour un linebacker,.
En fin de la saison, il est sélectionné pour son premier Pro Bowl. Il est également avec Saquon Barkley, un des deux Eagles repris dans la première équipe All-Pro. Il réussit le 12 janvier 2024 sa première interception en série éliminatoire lors du match de wild card gagné 22 à 10 contre les Packers. Il accède à son premier Super Bowl après les victoires contre les Rams (28-22) et les Commanders (55-23). Baun réussit sa deuxième interception de la série éliminatoire lors du Super Bowl LIX joué contre les Chiefs de Kansas City. Cette interception permet à son équipe d'inscrire un touchdown deux jeux plus tard,. Vainqueur des Chiefs 40 à 22, Baun remporte sa première bague de Super Bowl. Il termine cette rencontre meilleur défenseur de son équipe avec sept plaquages et une interception.
Le 5 mars 2025, il signe avec les Eagles, un nouveau contrat de trois ans pour un montant de 51 millions de dollars dont 34 sont garantis,.

## Statistiques

### Universitaires
| Année       | Équipe               | Statut      | MJ |       | Plaquages | Plaquages | Plaquages | Plaquages |       | Interceptions | Interceptions | Interceptions | Interceptions |  | Fumbles | Fumbles |
| Année       | Équipe               | Statut      | MJ | Total | Seul      | Ast.      | Sacks     | Nb.       | Yards | Déf.          | TD            | Nb.           | Rec.          |  |         |         |
| 2016        | Badgers du Wisconsin | Fr.         | 12 | 15    | 9         | 6         | 0,0       | 0         | 0     | 0             | 0             | 1             | 0             |  |         |         |
| 2018        | Badgers du Wisconsin | Jr.         | 13 | 63    | 37        | 26        | 2,5       | 1         | 07    | 2             | 0             | 0             | 1             |  |         |         |
| 2019        | Badgers du Wisconsin | Sr.         | 14 | 76    | 53        | 23        | 12,5      | 1         | 34    | 2             | 1             | 2             | 0             |  |         |         |
| Totaux NCAA | Totaux NCAA          | Totaux NCAA | 39 | 154   | 99        | 55        | 15,0      | 2         | 41    | 4             | 1             | 3             | 1             |  |         |         |

### Professionnelles
| Année      | Équipe                        | MJ |       | Plaquages | Plaquages | Plaquages | Plaquages |       | Interceptions | Interceptions | Interceptions | Interceptions |  | Fumbles | Fumbles |
| Année      | Équipe                        | MJ | Total | Seul      | Ast.      | Sacks     | Nb.       | Yards | Déf.          | TD            | Nb.           | Rec.          |  |         |         |
| 2020       | Saints de La Nouvelle-Orléans | 15 | 012   | 07        | 05        | 0,0       | 0         | 0     | 0             | 0             | 0             | 0             |  |         |         |
| 2021       | Saints de La Nouvelle-Orléans | 17 | 030   | 022       | 08        | 0,0       | 0         | 0     | 0             | 0             | 0             | 0             |  |         |         |
| 2022       | Saints de La Nouvelle-Orléans | 13 | 016   | 011       | 05        | 0,0       | 0         | 0     | 0             | 0             | 0             | 0             |  |         |         |
| 2023       | Saints de La Nouvelle-Orléans | 17 | 030   | 020       | 10        | 2,0       | 1         | 10    | 2             | 0             | 0             | 0             |  |         |         |
| 2024       | Eagles de Philadelphie        | 16 | 151   | 093       | 58        | 3,5       | 1         | 0     | 4             | 0             | 5             | 1             |  |         |         |
| Totaux NFL | Totaux NFL                    | 78 | 239   | 153       | 86        | 5,5       | 2         | 10    | 6             | 0             | 5             | 1             |  |         |         |

| Année      | Équipe                        | MJ |       | Plaquages | Plaquages | Plaquages | Plaquages |       | Interceptions | Interceptions | Interceptions | Interceptions |  | Fumbles | Fumbles |
| Année      | Équipe                        | MJ | Total | Seul      | Ast.      | Sacks     | Nb.       | Yards | Déf.          | TD            | Nb.           | Rec.          |  |         |         |
| 2020       | Saints de La Nouvelle-Orléans | 2  | 03    | 02        | 0         | 0,0       | 0         | 0     | 0             | 0             | 0             | 0             |  |         |         |
| 2024       | Eagles de Philadelphie        | 4  | 33    | 20        | 13        | 0,0       | 2         | 16    | 3             | 0             | 1             | 2             |  |         |         |
| Totaux NFL | Totaux NFL                    | 6  | 36    | 20        | 13        | 0,0       | 2         | 16    | 3             | 0             | 1             | 2             |  |         |         |

## Palmarès
(en fin de saison 2024)

### NFL
- Vainqueur du Super Bowl LIX en fin de saison 2024 ;
- Sélectionné dans la première équipe All-Pro 2024 ;
- Sélectionné au Pro Bowl en fin de saison 2024.

### NCAA
- Reconnu par concensus joueur All-America= en 2019 ;
- Sélectionné dans la première équipe de la conférence Big Ten en 2019.